# Silvicultrix frontalis
El pitajo coronado o pitajo copetón (Silvicultrix frontalis), es una especie de ave paseriforme de la familia Tyrannidae perteneciente al género Silvicultrix, anteriormente incluido en Ochthoeca. Algunos autores sostienen que se divide en dos especies. Es nativo de regiones andinas del noroeste y oeste de América del Sur.

## Distribución y hábitat
El grupo de subespecies frontalis/albidiadema se distribuye a lo largo de la [[cordillera de los [Andes]] desde el noreste de Colombia, por Ecuador hasta el noroeste de Perú; el grupo spodionota/boliviana a lo largo de los Andes desde el centro de Perú hasta el centro de Bolivia.
Esta especie es considerada de poco común a localmente bastante común en sus hábitats naturales: los bosques enanos, bordes de bosques montanos y enmarañados de matorrales, generalmente en elevaciones de 100 a 200 m abajo del límite del bosque; también en bosques de Polylepis (en Ecuador) y en bambuzales muertos o en suelos musgosos. Entre 2800 y 4000 m de altitud, ocasionalmente bajo hasta los 1600 m y raramente a los 1300 m.

## Sistemática

### Descripción original
La especie S. frontalis fue descrita por primera vez por el naturalista francés Frédéric de Lafresnaye en 1847 bajo el nombre científico Tyrannula frontalis; su localidad tipo es: «Pasto, Perú, corregido para Pasto, Colombia».

### Etimología
El nombre genérico femenino «Silvicultrix» en latín significa ‘aquel que habita en los bosques’; y el nombre de la especie «frontalis», en latín moderno que significa ‘frontal’, ‘con cejas’.

### Taxonomía
El grupo de subespecies sureño S. frontalis spodionota/boliviana es considerada como especie separada de S. frontalis, el pitajo de Kalinowski (Silvicultrix spodionota) por el Congreso Ornitológico Internacional (IOC)  con base en los estudios de García-Moreno et al. (1998).
La forma propuesta S. frontalis orientalis (Chapman, 1924), de Ecuador, es considerada indivisible de la nominal.

### Subespecies
Según la clasificación Clements Checklist/eBird se reconocen cuatro subespecies, con su correspondiente distribución geográfica:
- Grupo politípico frontalis/albidiadema:
  - Silvicultrix frontalis frontalis (Lafresnaye, 1847) – Andes orientales de Colombia (Norte de Santander hasta Cundinamarca).
  - Silvicultrix frontalis albidiadema (Lafresnaye, 1848) – Andes occidentales y centrales de Colombia, Ecuador (ambas pendientes) y noroeste de Perú (al sur hasta el este de La Libertad).

- Grupo politípico spodionota/boliviana:
  - Silvicultrix frontalis spodionota (Berlepsch & Stolzmann, 1896) – Junín, oeste de Cuzco (en la Cordillera de Vilcabamba) y adyacencias del noreste de Ayacucho, en el centro de Perú.
  - Silvicultrix frontalis boliviana (Carriker, 1935) – Andes del centro y sur de Perú (San Martín al sur hasta Huánuco, y valle del Urubamba en el sur de Cuzco) y Bolivia (pendiente oriental de La Paz hacia el sureste hasta el oeste de Santa Cruz).